# Desmoscolex nanus
Desmoscolex nanus är en rundmaskart som beskrevs av Steiner 1916. Desmoscolex nanus ingår i släktet Desmoscolex och familjen Desmoscolecidae. Inga underarter finns listade i Catalogue of Life.